# Шипова (деревня)
Шипова — деревня в Свердловской области России, входит в Ирбитское муниципальное образование. 

## Географическое положение
Деревня Шипова муниципального образования «Ирбитское муниципальное образование» расположена в 18 километрах (по автотрассе в 25 километрах) к востоку-северо-востоку от города Ирбит, в лесной местности, на правом берегу реки Мурза (левый приток реки Ница). В окрестностях деревни, в 7 километрах к западу расположен железнодорожный «о.п. 213 км» Свердловской железной дороги.

## Население
| 2002 | 2010 | 2021 |
| ---- | ---- | ---- |
| 18   | ↘12  | ↘7   |